# Circle line
A Circle a londoni metróvonal-hálózat nyolcadik legforgalmasabb tagja. A helyi közlekedési térképek citromsárga vagy arany színnel jelölik.

## Történelem
1949-ben hatalmas átalakításokba kezdtek a metróhálózatban. A District és a Metropolitan egy-egy szakaszát levágták. 1988-ban még a Hammersmith & City vonalat is megcsapolták és így nyerte el a mai vonalvezetést.

### 2005. július 7.
2005. július 7-én, helyi idő szerint délelőtt 8:50-kor terrortámadás ért két szerelvényt. Az egyik bomba a Liverpool Street és Aldgate között haladó vonaton robbant, míg a másik az Edgware Road állomáson várakozó szerelvényen. A robbanásokban összesen 14 ember halt meg. Ezt követően 2005. augusztus 4-ig le volt zárva a teljes vonal, a vonatok helyett pótlóbuszok közlekedtek.
Ezen a napon egy harmadik bomba is robbant, az azonban nem a Circle-ön, hanem a Piccadilly vonalon.

## Általánosságok
A 'Circle' (=kör) nevet azért kapta, mert a szerelvények ún. körjáratként közlekednek. A hivatalos menetidő 75 perc, de a valóságban ez 79 perc, mert a High Street Kensington és az Aldgate állomásokon 2-2 percet várakoznak a vonatok. 10 perces intervallummal követik egymást a szerelvények. A teljes vonal 27 km, ezen 36 állomás található. Csak Aldgate és Tower Hill illetve a Gloucester Road és High Street Kensington állomások között van önálló szakasza.
A vonalon 1970-2014 között a C Stock nevet viselő szerelvények futottak. 2013-2014-ben azonban lecserélték őket az új S Stock szerelvényekre.

## Jövő
2011-re a Hammersmith & City vonallal 'összedolgozva' egy új, spirális pálya lesz kialakítva. Emellett még tervezik, hogy a mai körjárat helyett a vonatok Uxbridge és Barking állomások között közlekedjenek. Uxbridge a Piccadilly vonal északnyugati, Barking pedig a Hammersmith & City vonal keleti végállomása.
Ezen változtatásokra azért van szükség, mert napjainkra a mostani útvonalon kisebb-nagyobb késések állandósultak.

## Állomáslista
Megjegyzés: A ma is ismert vonalon, É-D irányban. Zárójelben az átszállási lehetőségek vannak megjelölve, míg vastagon vannak szedve a nagyobb állomások. NR = National Rail (vasúti csatlakozás)
- Hammersmith (végállomás) (Hammersmith & City, Piccadilly, District)
- Goldhawk Road (Hammersmith & City)
- Shepherd’s Bush Market (Hammersmith & City)
- Wood Lane (Central, Hammersmith & City)
- Latimer Road (Hammersmith & City)
- Ladbroke Grove (Hammersmith & City)
- Westbourne Park (Hammersmith & City)
- Royal Oak (Hammersmith & City)
- Paddington (Bakerloo, District, Hammersmith & City)
- Edgware Road (District, Hammersmith & City)
- Baker Street (Bakerloo, Jubilee, Hammersmith & City, Metropolitan)
- Great Portland Street (Hammersmith & City, Metropolitan)
- Euston Square (Hammersmith & City, Metropolitan)
- King’s Cross St. Pancras (Hammersmith & City, Metropolitan, Northern, Piccadilly, Victoria)
- Farringdon (Hammersmith & City, Metropolitan)
- Barbican (Hammersmith & City, Metropolitan)
- Moorgate (Hammersmith & City, Metropolitan, Northern)
- Liverpool Street (Central, Hammersmith & City, Metropolitan)
- Aldgate (Metropolitan)
- Tower Hill (DLR, District)
- Monument (DLR, Central, District, Northern, Waterloo & City)
- Cannon Street (District)

Az állomás hétköznaponként 21 óráig tart nyitva, szombaton pedig 07:30 és 19:30 óra között. Vasárnap a vonatok nem állnak meg ezen az állomáson.
- Mansion House (District)
- Blackfriars (District)
- Temple (District)
- Embankment (Bakerloo, District, Northern)
- Westminster (Jubilee, District)
- St James’s Park (District)
- Victoria (Victoria, District)
- Sloane Square (District)
- South Kensington (Piccadilly, District)
- Gloucester Road (Piccadilly, District)
- High Street Kensington (District)
- Notting Hill Gate (Central, District)
- Bayswater (District)
- Paddington (Bakerloo, District, Hammersmith & City)
- Edgware Road (végállomás) (District, Hammersmith & City)

## Fordítás
- Ez a szócikk részben vagy egészben  a   Circle_line című angol Wikipédia-szócikk fordításán alapul.  Az eredeti cikk szerkesztőit annak laptörténete sorolja fel. Ez a jelzés csupán a megfogalmazás eredetét és a szerzői jogokat jelzi, nem szolgál a cikkben szereplő információk forrásmegjelöléseként.